# Corina Fiorillo
Corina Fiorillo (8 de julio de 1965) es una directora teatral, radicada en Buenos Aires. Es la primera directora en obtener el Premio Ace de Oro.

## Carrera
Se inicia en la música, luego pasa por las Ciencias Exactas haciendo la Carrera de Física y desde estas experiencias y terrenos es que llega al teatro.
Es fundadora del teatro independiente El Ópalo, Espacio Teatral; coordinadora de la Carrera de Arte Dramático de la Universidad del Salvador; y coordinadora de Montaje del elenco estable de Olavarría.
En el año 2016 se hace acreedora del premio ACE de Oro, convirtiéndose en la primera mujer directora que obtiene dicho premio. Su estilo de dirección se caracteriza por la presencia del sentido musical en sus puestas en escena y por la dinámica escénica.
Su actividad se reparte actualmente entre Madrid y Buenos Aires. Sus últimos montajes han sido "NETWORK" -  "CLOSER" -  "EL VESTIDOR" --  "Juicio a una zorra" (Miguel del Arco), "El Vestidor", "La Ira de Narciso" (Sergio Blanco)  Dignidad (Ignasi Vidal), Tebas Land (Sergio Blanco), Nerium Park (Josep Maria Miró), Concierto para un Olmo (Triana Lorite), El Avaro (Moliere), y Seis Personajes en busca de un autor (Pirandello). Ha dirigido actores de la talla de Angela Molina (España) Verónica Orozco (Colombia) Santiago Alarcón (Colombia) Jorge Marrale (Argentina) Juan Minujin (Argentina) Antonio Grimau (Argentina).
Tiene en su haber más de 40 montajes dirigidos entre Buenos Aires, Madrid, Córdoba y Colombia. Con un prolifero trabajo, transita el circuito comercial, como el oficial y el independiente.

## Premios
- 2011 premio ACE ; por su trabajo como directora[12]
- 2016 premio Trinidad Guevara; por su trabajo en El arquitecto y el emperador de Asiria (Teatro Municipal General San Martín)[13]
- 2016 premio ACE; por su trabajo en Nerium Park[14]
- 2016 premio ACE DE ORO siendo la primera directora mujer en obtener dicho premio[15][16]
- 2016 premio Estrella de mar; por su trabajo en El principio de Arquímedes[17]
- 2021 premio Konex ; por su labor como directora de teatro (2011-2020)